# آنتوشیخا
آنتوشیخا (به لاتین: Antoshikha) یک منطقهٔ مسکونی در روسیه است که در سرزمین آلتای واقع شده‌است.